# دووره (نروژ)
دُووْرِه (به انگلیسی: Dovre) یک محدودهٔ شهرداری، در قسمت شمالی گودبراندزدالن، در استان اینلاندت (به معنی مرکزی)، در کشور نروژ است. این شهرداری، در سال ۱۸۶۲ میلادی، بعد از جدایی و خروج از شهرداری لِسْیا، به وجود آمد. مرکز اداری محدوده شهرداری دُووْرِه، در شهر دُووْرِه، قرار دارد.
شهرداری دُووْرِه، در شمال به شهرداری اوپدال، ختم می‌شود. در شرق به شهرداری فُولدال، می‌رسد. درجنوب با  شهرداری سِل، همسایه است؛ و در غرب در کنار شهرداری هایِ ووگو؛ و لِسْیا، واقع شده‌است.
مساحت محدوده شهرداری دُووْرِه و شهرک‌های تابع، برابر با ۱۳۴۹ کیلومتر مربع است. جمعیت شهرداری دُووْرِه، ۲۶۱۵ نفر برآورد می‌شود. بلندترین قله به نام اسنوهِته (کلاهک برفی)، حدود ۲۲۸۷  متر از سطح دریا ارتفاع دارد.